# Русак Петро Романович
Петро Романович Русак (нар. 20 листопада 1970, Івано-Франківськ, УРСР) — радянський та український футболіст, виступав на позиції нападника.

## Кар'єра гравця
Вихованець СДЮШОР «Прикарпаття». Перші тренери: Іван Краснецький, Борис Пазухін.
Футбольну кар'єру розпочав у 1989 році в складі «Прикарпаття» з Івано-Франківська. Наступний сезон провів в івано-франківському «Автомобілісті», після чого повернувся до «Прикарпаття». У 1996 році виступав за «Хутровик». Того ж року отримав запрошення від київського «Динамо», але через високу конкуренцію за місце в стартовій 11-ці київського клубу так і не зіграв жодного офіційного поєдинку за «Динамо» й вирішив змінити команду. У 1996 році перебрався в російський «Чорноморець» з Новоросійська, за який в чемпіонаті Росії дебютував 27 липня того року в домашньому матчі проти нижньогородського «Локомотива», в якому відзначився двома забитими м'ячами. Після чого кар'єра в клубі складалася невдало, в решті 20 матчах він вразив ворота суперників лише одного разу й влітку 1998 року повернувся в «Прикарпаття». У 1999 році провів 1 матч за «Енергетик» з Бурштина й незабаром перебрався в латвійський «Дінабург», де грав до завершення 2001 року. У 2002 році повернувся в «Енергетик», де й завершив професіональну кар'єру гравця у віці 33 років. Надалі грав за аматорські клуби «Прикарпаття», «Прикарпаття-2», «Карпати» (Яремче) та «Галичина-Табак» (Івано-Франківськ). Рекордсмен «Прикарпаття» за кількістю забитих м'ячів у Вищій лізі — 26 голів. У 1996 та 1998 роках (разом з Павлом Іричуком) був найкращим бомбардиром «Прикарпаття».

## Кар'єра тренера
По завершенні кар'єри професіонального футболіста розпочав тренерську діяльність. Працював з дітьми тренером у СДЮШОР «Прикарпаття» (Івано-Франківськ).

## Досягнення
- Перша ліга чемпіонату України
  -  Чемпіон (1): 1993

- Кубок Латвії
  -  Фіналіст (1): 2001